# Frits Goedgedrag
Frits Martinus de los Santos Goedgedrag (* 1. November 1951 in Oranjestad, Aruba) ist ein niederländischer Politiker. Er war sowohl der letzte amtierende Gouverneur der Niederländischen Antillen als auch nach deren Auflösung der erste Gouverneur des neu gebildeten autonomen Landes Curaçao innerhalb des Königreichs der Niederlande.

## Biografie
Frits Goedgedrag wurde 1951 auf der Insel Aruba, die zu dieser Zeit noch zu den Niederländischen Antillen gehörte, geboren. Seine politische Karriere begann zunächst in der Rechtsabteilung der Regierung des autonomen Landes. In den 1980er-Jahren war er als Regierungssekretär für das Territorium Bonaire tätig, zu dessen Verwalter (gezaghebber) er 1992 ernannt wurde. Im Jahr 2000 erhielt Goedgedrag den Posten des Generalstaatsanwalts der Niederländischen Antillen, den er für zwei Jahre innehatte. 2002 folgte die Ernennung zum Gouverneur der Antillen. Im Anschluss an die Parlamentswahlen im darauffolgenden Jahr weigerte sich Goedgedrag dem Wahlsieger Anthony Godett den Auftrag zur Regierungsbildung zu erteilen und löste damit eine politische Krise in dem Land aus. Hintergrund waren zu dieser Zeit laufende strafrechtliche Ermittlungen gegen Godett – im Raum standen der Vorwurf der Korruption und des Betrugs – die den Kandidaten in Goedgedrags Augen ungeeignet für den Posten des Ministerpräsidenten erscheinen ließen. Nach längeren Verhandlungen wurde schließlich Godetts Schwester Mirna zur neuen Ministerpräsidentin berufen.
Als letzter Gouverneur der Niederländischen Antillen überwachte Goedgedrag die Auflösung des Landes zum 10. Oktober 2010. Nachdem diese vollzogen war, wurde er erster Gouverneur des nunmehr autonomen Landes Curaçao. Er behielt den Posten bis zum 24. November 2012, als er aus gesundheitlichen Gründen zurücktrat. Kommissarische Nachfolgerin wurde seine Stellvertreterin Adèle van der Pluijm-Vrede, im November 2013 wurde er dauerhaft durch Lucille George-Wout ersetzt. Nach dem Rücktritt als Gouverneur wurde er Mitglied des Raad van Advies von Aruba, seit Mai 2013 ist er des Weiteren als Staatsrat im außerordentlichen Dienst tätig.

## Ehrungen und Auszeichnungen
- Mitglied im Orden von Oranien-Nassau (zunächst im Rang eines Ritters, 2012 zum Kommandeur erhoben[7])
- Träger des venezolanischen Marineordens Almirante Luis Brión
- Ehrenmitglied im Rotary Club von Curaçao
- Person des Jahres des Bonaire Lions Club